# Ximena Peña
Ximena del Rocío Peña Pacheco (Cuenca, 11 febbraio 1976) è una politica ecuadoriana.

## Biografia
Ximena Peña nacque a Cuenca l'11 febbraio 1976. Studiò amministrazione presso l'Università Bernard Baruch di New York. Conseguì anche una laurea di livello tecnologico come membro della Scienza presso l'Università Comunitaria de La Guardia di New York. Tornò in Ecuador nel 2008 come militante nel partito Alianza País.
Ximena ottenne un posto come membro di Alianza País nel 2013 per la circoscrizione elettorale a livello internazionale, in particolare per gli Stati Uniti e il Canada, e per le elezioni legislative del 2017 presentò nuovamente la sua candidatura e mantenne la sua posizione. Nel maggio del 2019 diventò presidente della commissione "Giustizia e Struttura" dello Stato dell'Assemblea nazionale. Guidò il gruppo parlamentare per i diritti delle persone in mobilità umana. Fu anche coordinatrice del blocco legislativo del suo partito all'assemblea durante la terza legislatura dell'Assemblea nazionale, carica dalla quale si dimise nel luglio del 2020.
Infine, fu scelta come candidata alla presidenza per le elezioni generali del 2021, e venne iscritta al Consiglio Nazionale Elettorale dell'Ecuador. Ciò la confermò anche come l'unica donna candidata alla presidenza in queste elezioni.